# Pleroma

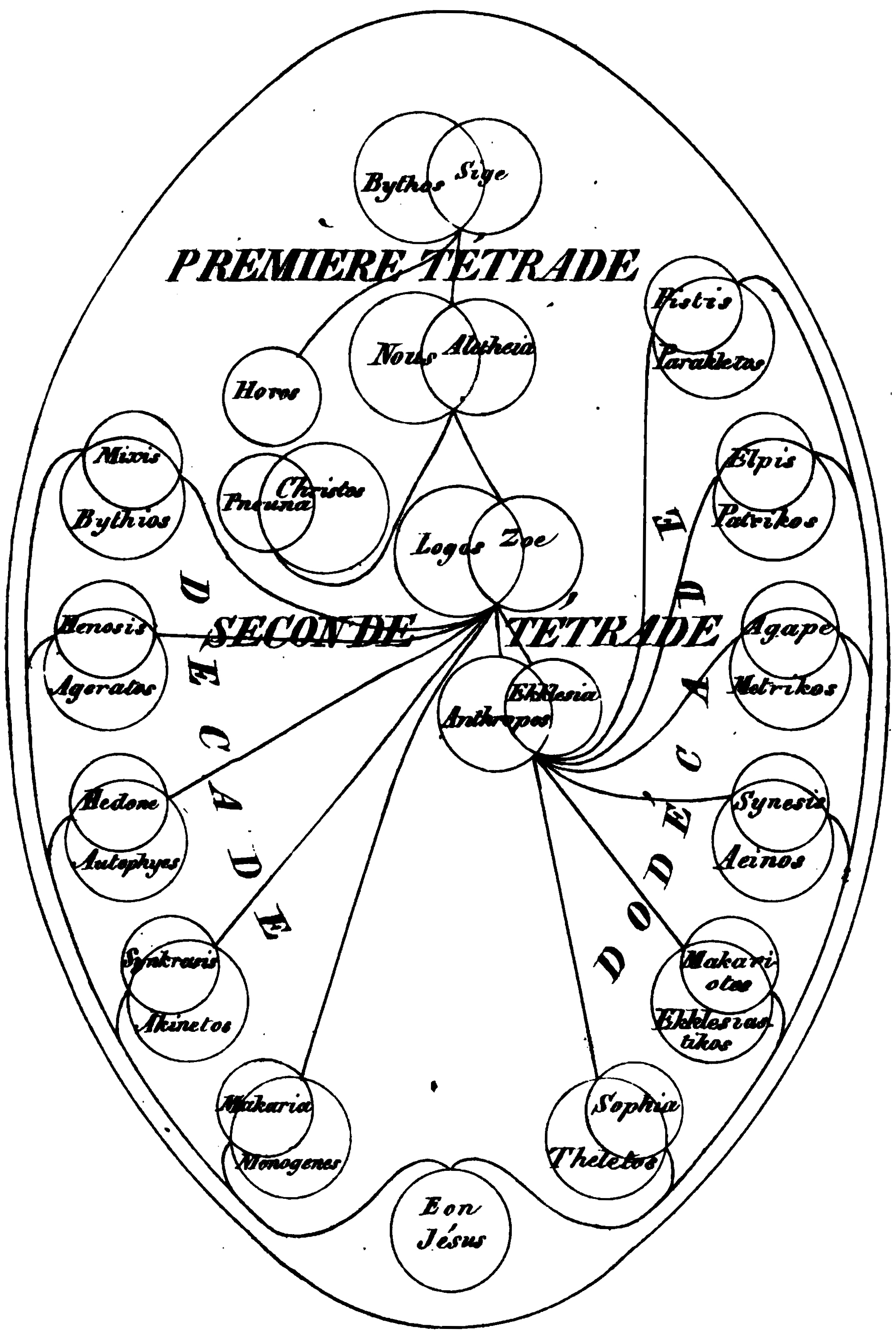
Complesso schema del pleroma secondo i valentiniani, composto da varie coppie di eoni.

Il termine pleroma (in greco antico: πληρωμα?) generalmente si riferisce alla totalità dei poteri di Dio. Il termine significa pienezza, e viene usato sia in contesti gnostici che in contesti cristiani (Giovanni 1,16; Efesini 1,10; Colossesi 2,9).
Lo gnosticismo sostiene che il mondo sia controllato dagli arconti, fra i quali alcune correnti gnostiche pongono il Dio dell'Antico Testamento, che tiene l'uomo prigioniero di proposito o accidentalmente.  Il Pleroma paradisiaco è la totalità di tutto ciò che consideriamo "divino", emanato da Dio, l'Eterno Principio Divino. Il Pleroma è spesso indicato come la Luce che esiste "al di sopra" (non in senso spaziale) del nostro mondo, occupata da esseri divini che sono autoemanati dal Pleroma stesso. Questi esseri vengono a volte descritti come eoni,  a volte come arconti.  Gesù viene considerato come un eone intermedio che fu inviato, insieme alla sua controparte Sophia, dal Pleroma per aiutare l'umanità a recuperare la conoscenza perduta delle sue origini divine e riportarla all'unità col Pleroma. Il Pleroma è, così, un elemento centrale della cosmologia religiosa gnostica. Ad ogni Eone viene dato un nome (a volte molti) ed una controparte femminile (gli gnostici vedevano la Divinità e la Completezza in termini di unione maschio/femmina). Il Mito gnostico prosegue dicendo come la controparte femminile dell'eone Saggezza, Sophia si separò dal Pleroma per generare il Demiurgo, partorendo così il mondo materiale.
Il termine Pleroma viene usato anche nella lingua greca e dalla Chiesa greco-ortodossa poiché la parola compare nella Lettera ai Colossesi. Coloro che sostengono che San Paolo fosse uno gnostico, come Elaine Pagels dell'Università di Princeton, vedono il riferimento in Colossesi come qualcosa da interpretare in senso gnostico.